# Górkło
Górkło (deutsch Gurkeln) ist ein Dorf in der polnischen Woiwodschaft Ermland-Masuren. Es gehört zur Stadt- und Landgemeinde Mikołajki (deutsch Nikolaiken) im Powiat Mrągowski (Kreis Sensburg).

## Geographische Lage
Górkło liegt am Südufer des Gurkler Sees (polnisch Jezioro Górkło) in der östlichen Mitte der Woiwodschaft Ermland-Masuren, 27 Kilometer östlich der Kreisstadt Mrągowo (deutsch Sensburg).

## Geschichte
Das nach 1785 Gurcklen und bis 1945 Gurkeln genannte Dorf wurde vor 1477 gegründet. 1785 wird es als „köllmisches Dorf“ mit 38 Feuerstellen genannt. Zwischen 1874 und 1945 war der Ort in den Amtsbezirk Schimonken (polnisch Szymonka) eingegliedert, der – 1938 in „Amtsbezirk Schmidtsdorf“ umbenannt – zum Kreis Sensburg im Regierungsbezirk Gumbinnen (ab 1905: Regierungsbezirk Allenstein) in der preußischen Provinz Ostpreußen gehörte.
Aufgrund der Bestimmungen des Versailler Vertrags stimmte die Bevölkerung im Abstimmungsgebiet Allenstein, zu dem Gurkeln gehörte, am 11. Juli 1920 über die weitere staatliche Zugehörigkeit zu Ostpreußen (und damit zu Deutschland) oder den Anschluss an Polen ab. In Gurkeln stimmten 160 Einwohner für den Verbleib bei Ostpreußen, auf Polen entfielen keine Stimmen.
In Kriegsfolge wurde Gurkeln 1945 mit dem gesamten südlichen Ostpreußen an Polen überstellt und erhielt die polnische Namensform „Górkło“. Heute ist das Dorf Sitz eines Schulzenamtes (polnisch Sołectwo) und somit eine Ortschaft im Verbund der Stadt- und Landgemeinde Mikołajki (Nikolaiken) im Powiat Mrągowski (Kreis Sensburg), bis 1998 der Woiwodschaft Suwałki, seither der Woiwodschaft Ermland-Masuren zugehörig.

## Einwohnerzahlen
| Jahr | Anzahl |
| ---- | ------ |
| 1818 | 204    |
| 1839 | 278    |
| 1867 | 300    |
| 1885 | 307    |
| 1898 | 266    |
| 1905 | 218    |
| 1910 | 219    |
| 1933 | 257    |
| 1939 | 207    |
| 2011 | 139    |

## Kirche
Im Jahre 1905 zählte Gurkeln 218 Einwohner, von denen 216 evangelischer und zwei katholischer Konfession waren. Bis 1945 war Gurklen in die evangelische Kirche Schimonken in der Kirchenprovinz Ostpreußen der Kirche der Altpreußischen Union sowie in die katholische Kirche St. Adalbert in Sensburg im Bistum Ermland eingepfarrt. Heute gehört Górkło zur evangelischen Pfarrei Mikołajki in der Diözese Masuren der Evangelisch-Augsburgischen Kirche in Polen bzw. zur katholischen Pfarrei Woźnice im Bistum Ełk in der polnischen katholischen Kirche.

## Verkehr
Górkło liegt nördlich der polnischen Landesstraße 16 (einstige deutsche Reichsstraße 127) und ist von ihr über Olszewo (Olschewen, 1938 bis 1945 Erlenau) auf direktem Wege zu erreichen. Eine Anbindung an das Schienennetz besteht nicht. Doch war ab 1945 mit der offiziellen Bezeichnung „Dábrówka Górkło“ für die nächstgelegene Bahnstation Dąbrówka an der seit 2009 nicht mehr befahrenen Bahnstrecke Czerwonka–Ełk (deutsch Rothfließ–Lyck) der Ortsname genannt.